# Tatsuya Suzuki (fotbollsspelare född 1993)
Tatsuya Suzuki (鈴木 達也 Suzuki Tatsuya?), född 8 juli 1993 i Saitama prefektur, är en japansk fotbollsspelare.
Suzuki började sin karriär 2016 i Grulla Morioka (Iwate Grulla Morioka). Han spelade 82 ligamatcher för klubben.